# Murfatlar
Murfatlar (pronunciat en romanès: [murfatˈlar]) és una ciutat del comtat de Constanța, al nord de la Dobruja (Romania). Es va convertir oficialment en una ciutat el 1989, com a resultat del programa de sistematització rural romanès.

## Etimologia
El nom de la ciutat prové de la paraula turca murvet (que significa "home generós").
Entre el 1921 i el 1965, i del 1975 al 2007, la localitat fou coneguda com a Basarabi. El 26 de juny de 2007, la cambra baixa del Parlament de Romania, la Cambra de Diputats, va aprovar una proposta per tornar a canviar el nom a Murfatlar, que també va ser ratificada pel Senat i promulgada pel president de Romania el 20 de desembre, 2007.

## Administració
Murfatlar és un port del canal Danubi-Mar Negre i té una població d'11.070 habitants. Es va trobar un complex de coves esculpides als turons propers, vegeu el complex de les coves de Basarabi.
El poble de Siminoc (nom històric: Turc-Murfat) és administrat per la ciutat de Murfatlar. El nom del poble prové de la flor Helichrysum arenarium (siminoc en romanès), que es pot trobar abundantment a la zona.
Les vinyes de Murfatlar i Complex de la Cova de Basarabi es troben a prop del nucli urbà.

## Demografia
Segons el cens del 2011, Murfatlar tenia 8.657 romanesos (89,86%), 547 tàtars (5,68%), 236 gitanos (2,45%), 134 turcs (1,39%), 9 hongaresos (0,09%), 3 aromanesos (0,03%), 16 altres (0,17%), 32 amb ètnia no declarada (0,33%).

## Fills il·lustres
Murfatlar és el bressol del quart president romanès Traian Băsescu.

## Galeria d'imatges

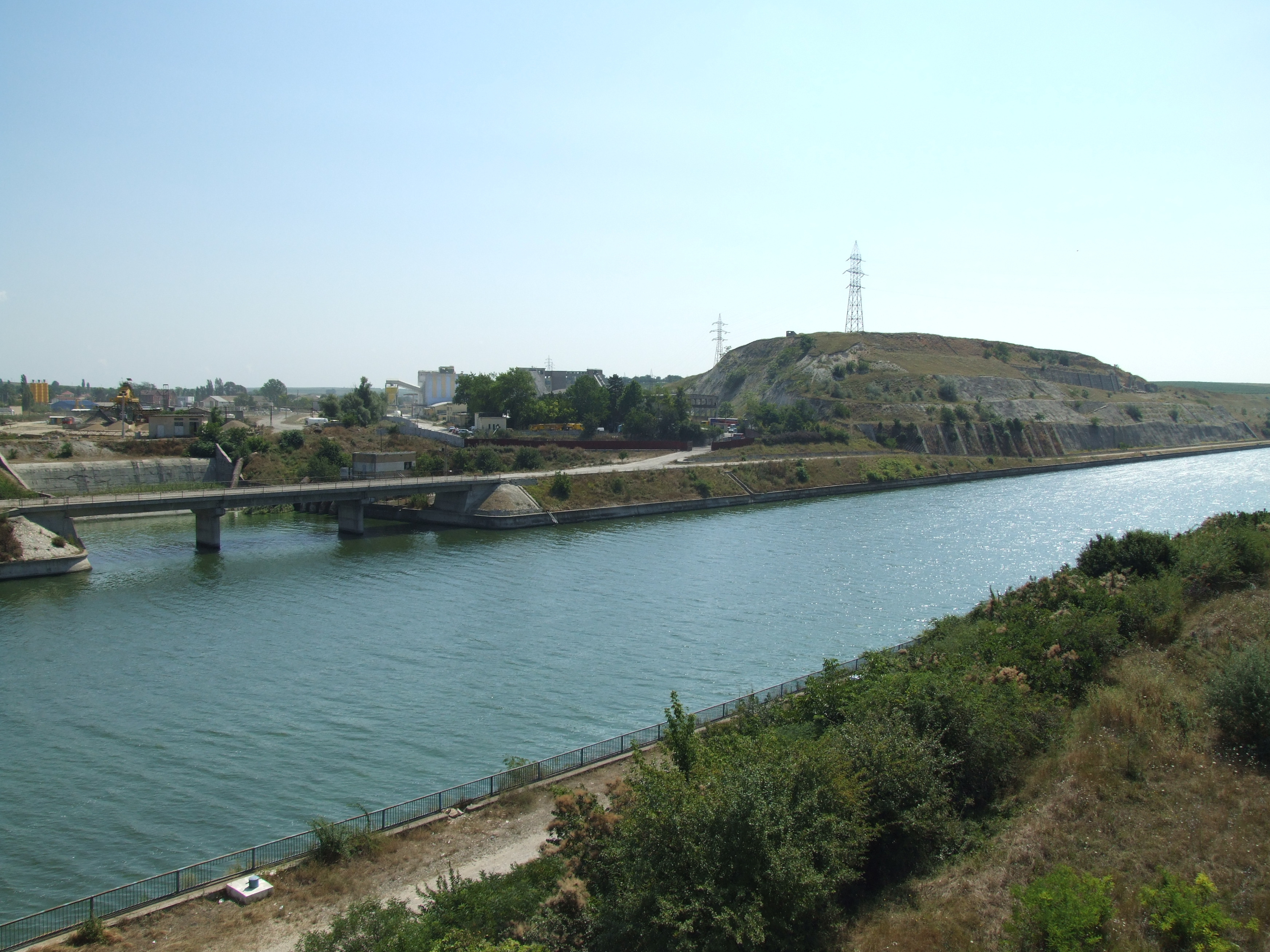
Canal Danubi-Mar Negre a Murfatlar
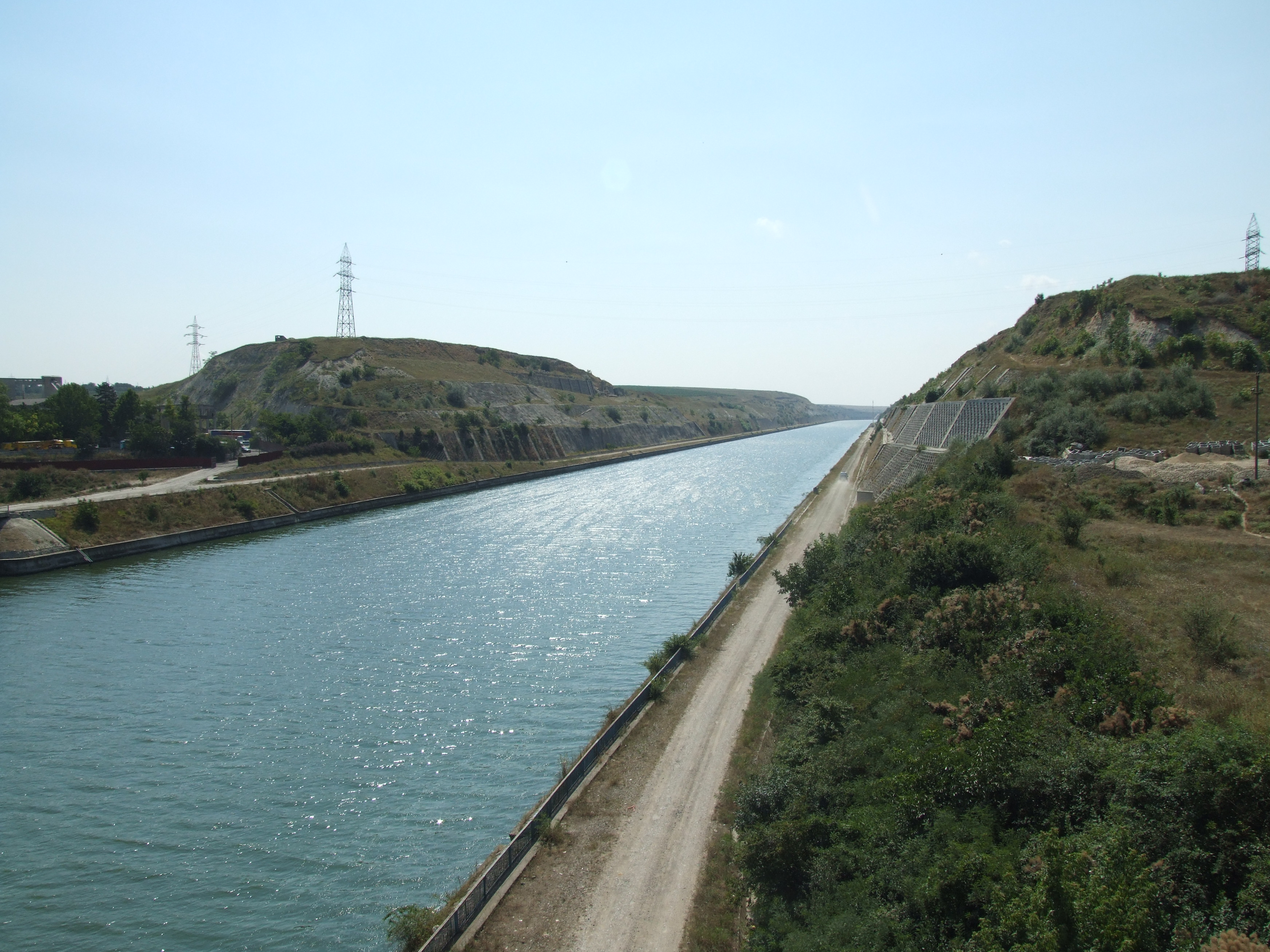
Canal Danubi-Mar Negre a Murfatlar
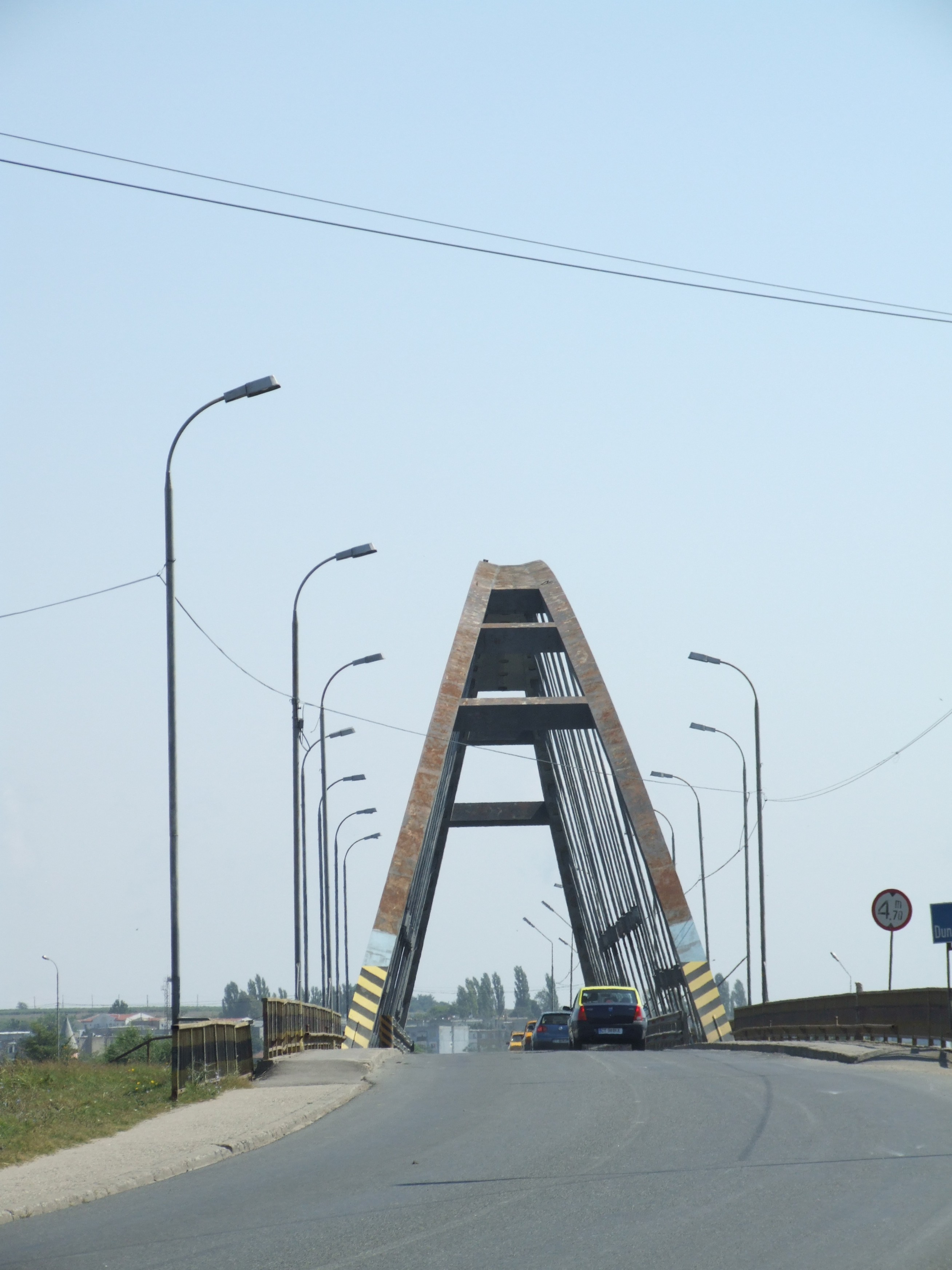
Pont sobre el canal Danubi-Mar Negre a Murfatlar